# Mariehamns stad
Denna artikel handlar om den ekonomiska regionen Mariehamns stad. För kommunen, se Mariehamn.
Mariehamns stad är en ekonomisk region i landskapet Åland i Finland. Regionen består av en enda kommun – Mariehamn – och är både en administrativ och statistisk indelning.
Den 31 december 2023 bodde 11 812 personer i regionen. Områdets totala yta är 20,8 kvadratkilometer. Av detta är 11,8 kvadratkilometer land.
Regionen motsvarar nivå LAU 1 i Europeiska unionens statistiksystem. Den nationella kodbeteckningen är 211. Regionen saknar ett officiellt namn på finska.

## Kommun
Mariehamns stad är den enda kommunen i regionen.
- Mariehamn

Kommunen är enspråkigt svenskspråkig.

## Befolkning
Den största delen av befolkningen har svenska som modersmål. År 2023 såg språkfördelningen ut så här:
- Svenska: 9 627 personer (81,5 %)
- Finska: 572 personer (4,8 %)
- Andra språk: 1 613 personer (13,7 %)

### Befolkningsutveckling
| Befolkningsutvecklingen i Mariehamns stad 1910–2023 | Befolkningsutvecklingen i Mariehamns stad 1910–2023 | Befolkningsutvecklingen i Mariehamns stad 1910–2023 | Befolkningsutvecklingen i Mariehamns stad 1910–2023 | Befolkningsutvecklingen i Mariehamns stad 1910–2023 |
| --------------------------------------------------- | --------------------------------------------------- | --------------------------------------------------- | --------------------------------------------------- | --------------------------------------------------- |
|                                                     |                                                     |                                                     |                                                     |                                                     |
| År                                                  |                                                     |                                                     | Folkmängd                                           |                                                     |
| 1910                                                | 1910                                                |                                                     | 1 015                                               |                                                     |
| 1920                                                | 1920                                                |                                                     | 1 074                                               |                                                     |
| 1930                                                | 1930                                                |                                                     | 1 469                                               |                                                     |
| 1940                                                | 1940                                                |                                                     | 2 617                                               |                                                     |
| 1950                                                | 1950                                                |                                                     | 3 273                                               |                                                     |
| 1960                                                | 1960                                                |                                                     | 6 685                                               |                                                     |
| 1970                                                | 1970                                                |                                                     | 8 546                                               |                                                     |
| 1980                                                | 1980                                                |                                                     | 9 553                                               |                                                     |
| 1990                                                | 1990                                                |                                                     | 10 263                                              |                                                     |
| 2000                                                | 2000                                                |                                                     | 10 488                                              |                                                     |
| 2010                                                | 2010                                                |                                                     | 11 190                                              |                                                     |
| 2020                                                | 2020                                                |                                                     | 11 705                                              |                                                     |
| 2023                                                | 2023                                                |                                                     | 11 812                                              |                                                     |
| Anm: Uppgifterna avser 31 december varje år.        |                                                     |                                                     |                                                     |                                                     |

## Förvaltning

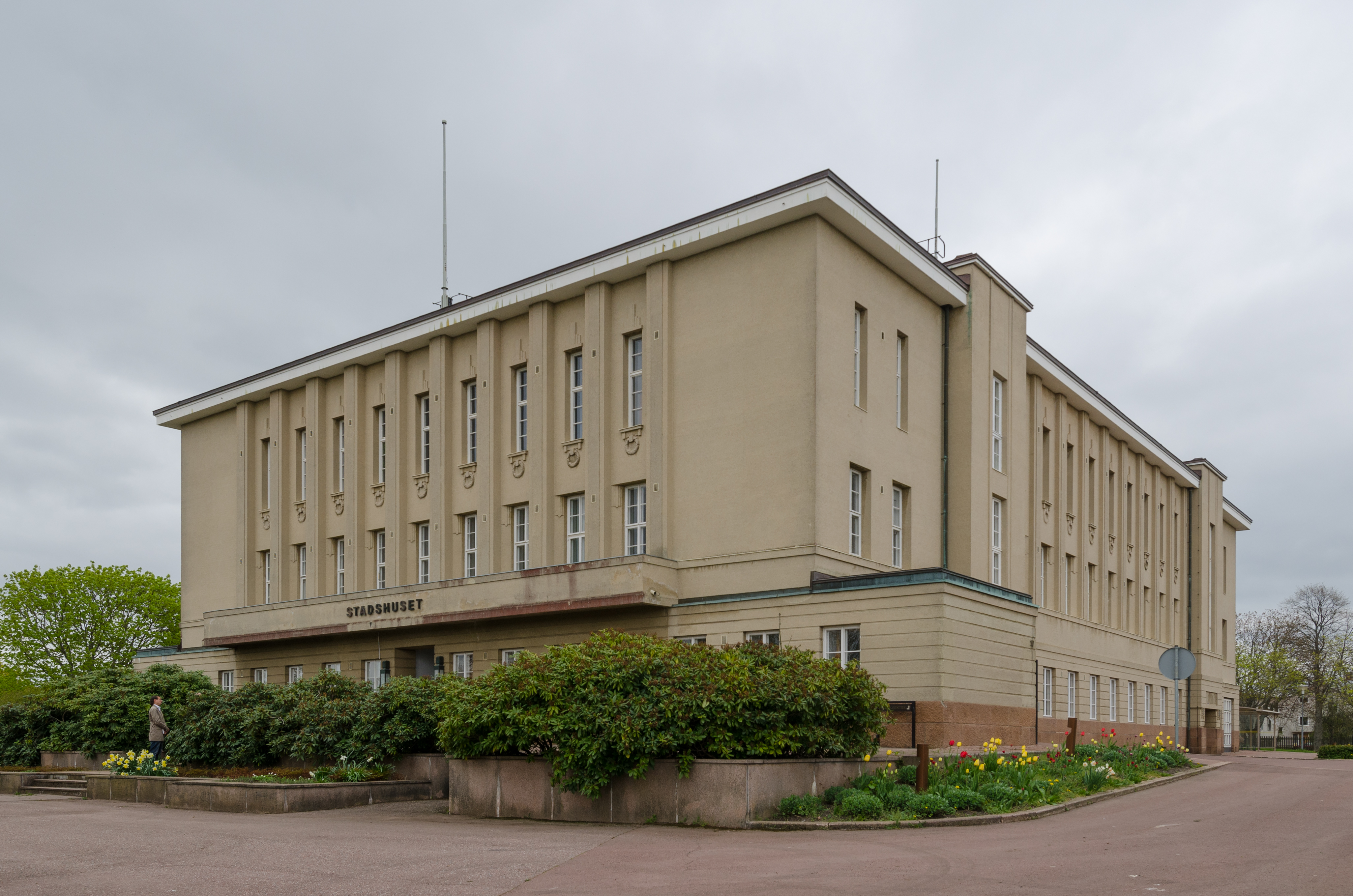
Mariehamns stadshus är stadens administrativa centrum

Namnet Mariehamns stad används också för kommunens organisation. Den politiska ledningen består av stadsfullmäktige, stadsstyrelsen och olika nämnder.
Stadsdirektören leder den administrativa organisationen. Den är uppdelad i tre sektorer:
- Bildning
- Infrastruktur
- Socialtjänst

Därutöver finns en byggnadsinspektion och en stadsledning som arbetar med ekonomi, personal, utveckling, miljö och externa kontakter. Mariehamns stadshus är centrum för administrationen.